# 15522 Trueblood
A 15522 Trueblood (ideiglenes jelöléssel 1999 XX136) a Naprendszer kisbolygóövében található aszteroida. Charles W. Juels fedezte fel 1999. december 14-én.